# 13787 Nagaishi
13787 Nagaishi (tên chỉ định: 1998 UN23) là một tiểu hành tinh vành đai chính. Nó được phát hiện bởi Tomimaru Okuni ở Nanyo Observatory ngày 16 tháng 10 năm 1998. Nó được đặt theo tên thành phố Nagai ở Yamagata, Nhật Bản.